# 박치형 (언론인)
박치형(朴致炯, 1961년 6월 15일 ~ )은 대한민국의 언론인, 방송인이다.

## 학력
- 1980년 광주대동고
- 1989년 중앙대학교 신문방송학과
- 1991년 중앙대학교 신문방송 대학원 석사
- 2001년 중앙대학교 신문방송 대학원 박사

## 경력
- 1989년 EBS 제작부
- 1995년 EBS 앵커
- 2009년 EBS 정책팀장
- 2010년 EBS 교육방송연구소장
- 2012년 EBS 평생교육본부 본부장
- 2014년 EBS 미주지사장
- 2019년 EBS 부사장
- 2021년 언론중재위원회 위원
- 2021년 고려대학교 교수 문화콘텐츠 전공
- 한국언론인연합회 이사

## 저서
- PD가 말하는 PD
- 텔레비전 영상과 커뮤니케이션
- ENG 캠코더 영상 제작의 실제